# Damoulens
Ancienne communes des Landes, la commune de Damoulens a été supprimée en 1861. Le territoire de la commune a été divisé en deux parties :
- Une partie a été rattachée à la commune de Bahus-Soubiran
- Sur l'autre partie, sur celle d'Esperons (commune supprimée) et sur une partie de la commune de Saint-Loubouer a été créée la nouvelle commune d'Eugénie-les-Bains